# Trigonotis longipes
Trigonotis longipes är en strävbladig växtart som beskrevs av Wen Tsai Wang. Trigonotis longipes ingår i släktet Trigonotis och familjen strävbladiga växter. Inga underarter finns listade i Catalogue of Life.